# اورمسیای هاینان
اورمسیای هاینان (نام علمی: Ormosia howii) نام یک گونه منقرض‌شده از سرده اورموسیا است.